# Championnat d'Ouzbékistan de football 2004
Navigation
Saison précédente Saison suivante
La saison 2004 du Championnat d'Ouzbékistan de football est la treizième édition de la première division en Ouzbékistan, organisée sous forme de poule unique, l'Oliy Liga, où toutes les équipes se rencontrent deux fois au cours de la saison. En fin de saison, les deux derniers du classement sont relégués et remplacés par les deux meilleures équipes de Birinchi Liga, la deuxième division ouzbék.
C'est le Pakhtakor Tachkent, double tenant du titre, qui remporte à nouveau le championnat cette saison après avoir terminé en tête du classement final, avec six points d'avance sur le Neftchi Ferghana et quatorze sur le Navbahor Namangan. C'est le 5e titre de champion d'Ouzbékistan de l'histoire du club, qui réussit encore le doublé en s'imposant en finale de la Coupe d'Ouzbékistan, face au Traktor Tachkent.
Avant le démarrage de la saison, deux clubs sont exclus du championnat : Temiryulchi Kokand et le FK Dostlik Tachkent. Les deux formations sont sanctionnées pour défaut de paiement de leurs dettes envers la fédération.

## Clubs participants
- Pakhtakor Tachkent
- Neftchi Ferghana
- Sogdiana Jizzakh - Promu de Birinchi Liga
- FK Boukhara
- Navbahor Namangan
- Lokomotiv Tachkent - Promu de Birinchi Liga
- PFK Andijan
- FK Kyzylkum Zarafshan
- Traktor Tachkent
- FK Surxon Termiz
- FK Samarqand-Dinamo
- Nasaf Qarshi
- Metallurg Bekabad
- Mash'al Mubarek

## Compétition
Le barème de points servant à établir le classement se décompose ainsi :
- Victoire : 3 points
- Match nul : 1 point
- Défaite : 0 point

### Classement
| Rang | Équipe                  | Pts | J  | G  | N | P  | Bp | Bc | Diff |
| ---- | ----------------------- | --- | -- | -- | - | -- | -- | -- | ---- |
| 1    | Pakhtakor Tachkent T'C' | 69  | 26 | 22 | 3 | 1  | 81 | 15 | +66  |
| 2    | Neftchi Ferghana        | 65  | 26 | 21 | 2 | 3  | 61 | 26 | +35  |
| 3    | Navbahor Namangan       | 57  | 26 | 18 | 3 | 5  | 66 | 23 | +43  |
| 4    | Nasaf Qarshi            | 54  | 26 | 17 | 3 | 6  | 66 | 31 | +35  |
| 5    | Traktor Tachkent        | 41  | 26 | 13 | 2 | 11 | 46 | 50 | -4   |
| 6    | Lokomotiv Tachkent P    | 36  | 26 | 10 | 6 | 10 | 37 | 35 | +2   |
| 7    | FK Boukhara -3          | 30  | 26 | 10 | 3 | 13 | 31 | 45 | -14  |
| 8    | Sogdiana Jizzakh P      | 29  | 26 | 9  | 2 | 15 | 27 | 47 | -20  |
| 9    | Metallurg Bekabad       | 27  | 26 | 8  | 3 | 15 | 26 | 48 | -22  |
| 10   | Mash'al Mubarek         | 27  | 26 | 8  | 3 | 15 | 34 | 43 | -9   |
| 11   | FK Kyzylkum Zarafshan   | 25  | 26 | 6  | 7 | 13 | 28 | 48 | -20  |
| 12   | Surxon Termiz -3        | 20  | 26 | 7  | 2 | 17 | 24 | 55 | -31  |
| 13   | FK Samarqand-Dinamo     | 20  | 26 | 6  | 2 | 18 | 25 | 48 | -23  |
| 14   | PFK Andijan             | 19  | 26 | 6  | 1 | 19 | 30 | 68 | -38  |

|  | Qualification pour la Ligue des champions 2005                                      |
|  | Relégation directe en Birinchi Liga                                                 |
|  | T: Tenant du titre C: Vainqueur de la Coupe d'Ouzbékistan P: Promu de Birinchi Liga |

- Le Surxon Termiz et le FK Boukhara reçoivent une pénalité de 3 points pour non-paiements des droits d'entrée du championnat.

## Bilan de la saison
| Championnat d'Ouzbékistan de football 2004 |                               |
| Champion                                   | Pakhtakor Tachkent (5e titre) |
| Coupes et trophées                         |                               |
| Vainqueur de la Coupe d'Ouzbékistan 2004   | Pakhtakor Tachkent            |
| Qualifications continentales               |                               |
| Ligue des champions 2005                   | Pakhtakor Tachkent            |
| Ligue des champions 2005                   | Neftchi Ferghana              |
| Promotions et relégations                  |                               |
| Promus en Oliy Liga                        | FC Shurtan Guzar              |
| Promus en Oliy Liga                        | Topolon Sariosiyo             |
| Relégués en Birinchi Liga                  | PFK Andijan                   |
| Relégués en Birinchi Liga                  | FK Samarqand-Dinamo           |